# Царіков Артем Васильович
Царіков Артем Васильович (нар. 29 вересня 1980, Нова Каховка, Херсонська область) — український боксер, бронзовий призер чемпіонату Європи.
Тренер — засл. тренер України Царіков Василь Михайлович.

## Біографія
Перші уроки з боксу Артем отримав від свого батька Василя Царікова, тренера з боксу ДЮСШ.
1997 року став срібним призером чемпіонату Європи серед молоді.
2000 року став абсолютним чемпіоном України.
Найбільш успішним для Артема став виступ на чемпіонаті Європи 2002, на якому він переміг Кестутіса Біткевічуса (Литва) — 21-10, в чвертьфіналі здобув перемогу над Грегожем Келса (Польща) — 16-10, а в півфіналі програв Роберто Каммарелле (Італія) — 10-12 і отримав бронзову медаль.
Після закінчення спортивної кар'єри Артем Царіков, як і його батько, став тренером в ДЮСШ Новокаховської міської ради.